# Justiça Jovem
Justiça Jovem é um grupo de super-heróis adolescentes de história em quadrinhos, publicado pela DC Comics. O grupo teve sua própria história em quadrinho até 2004, quando seus integrantes passaram a fazer parte dos Novos Titãs.
O grupo foi criado por Peter David e Todd Nauck, que trabalharam em todas as edições regulares do história em quadrinho. A formação original do grupo contou com Robin, Miss Marte, Superboy e Kid Flash. Posteriormente, novos super-heróis pré-adolescentes integraram o grupo.

## Histórico
As duas primeiras reuniões de Robin, Superboy e Kid Flash ocorreram nas edições 29 e 30 de Os Melhores do Mundo, da editora Abril. Na primeira história, eles conheceram e ajudaram uma menina-fantasma e, na segunda, salvaram todas as crianças e pré-adolescentes do mundo, que foram abduzidos para uma versão “sem adultos” do planeta Terra por Bedlam, um garoto que ganhou incríveis poderes mágicos.
Após esses contatos, os três meninos resolvem fazer um acampamento para se conhecerem melhor na caverna que servia de sede para a antiga Liga da Justiça da América. Após muito tédio, Kid Flash resolve brincar com tudo que acha pela frente e acaba reativando sem querer o robô-elemental Tornado Vermelho, que aos poucos torna-se um mentor para os adolescentes, embora eles não liguem muito para suas opiniões (publicados no Brasil em Os Melhores do Mundo nº 31, da editora Abril, equivalente a Young Justice #1-2). Ao final da primeira aventura, tornam-se oficialmente a Justiça Jovem.
Os meninos ganham companhia feminina quando Segredo (a menina-fantasma que foi salva pelos garotos em Os Melhores do Mundo nº 29, editora Abril) busca a ajuda da Moça-Maravilha para encontrar aqueles que ela considera como seus únicos amigos. Ao mesmo tempo surge Flechete (Cissie King-Jones), uma menina treinada por sua mãe para ser uma arqueira defensora da justiça (apenas para superar sua frustração própria, que tentou ser heroína e não conseguiu quando era mais jovem). Ela é atacada por Harm (um misterioso inimigo que depois descobre-se como sendo o irmão de Segredo e responsável pela “morte” da menina) e, à beira da morte, busca a ajuda de Kid Flash (eles se conheceram anteriormente, em história não publicada no Brasil).
Todos os seis heróis adolescentes unem-se em várias aventuras, ganhando posteriormente a autorização da Liga da Justiça (YJ #6) e de seus pais e responsáveis (YJ #7) para atuar como equipe de super-heróis, desde que orientados por Tornado Vermelho. O robô-elemental ainda retoma contato com sua filha adotada e, tempos depois, Flechete sai do grupo após quase matar por vingança o assassino de uma amiga sua (YJ #15).
Os cinco heróis restantes começam a ser perseguidos pela justiça após destruírem uma das caras de presidente do Monte Rushmore para salvar Segredo, que fora seqüestrada pela agência governamental secreta que possui sua base no nariz de Lincoln (sério, está em YJ #17). Ao mesmo tempo em que as críticas contra o grupo aumentam, inclusive com ameaças de uma Lei proibindo sua atuação, surge pela primeira vez Imperatriz, que ajuda o grupo numa luta sem ainda revelar sua identidade secreta (YJ #19), a qual é descoberta posteriormente.
Nesse ínterim, para complicar ainda mais a vida da Justiça Jovem, surge um grupo de idosos auto-intitulado Justiça Velha (formado por companheiros mirins de heróis do passado). No final, inicia-se a saga Sins of Youth (Pecados da Juventude, nunca publicada no Brasil), quando uma arma poderosa e a mágica de Klarion (o garoto bruxo que apareceu no Brasil na minissérie Etrigan - O Demônio, publicada pela editora Metal Pesado) trocam as idades de todos os heróis de Justiça Jovem, Liga da Justiça e Sociedade da Justiça: os adolescentes tornam-se adultos e vice-versa. A única exceção é Superboy, que não poderia tornar-se adulto, mas que é curado desse problema no Laboratório Cadmus graças exatamente à mágica envolvida no processo.
Depois de muitas confusões, tudo acaba bem e a Justiça Jovem é novamente aceita pela opinião pública. A única conseqüência mais complicada dos acontecimentos é o surgimento de Lobo, agora transformado permanentemente num adolescente extremamente irritado. Após várias confusões, Lobinho (como passou a ser conhecido) virou uma espécie de membro reserva da equipe, tendo auxiliado o grupo inclusive na saga Mundos em Guerra.
Foi exatamente durante essa saga que a Justiça Jovem foi publicada novamente no Brasil, em Batsquad nº 2 e Mundos em Guerra Especial nº 2, ambos da editora Abril. Essas revistas trouxeram as edições 35 e 36 de Young Justice, além de gibis interligados. Contudo, não foi mostrada a conclusão da participação dos heróis adolescentes na saga e como eles escaparam de Apokolips: Centenas de clones de Lobinho (que estava aparentemente morto) surgem salvando os adolescentes. Na nave, contudo, estava Slobo, um clone “defeituoso” de Lobo com olhos amarelos, mais fraco que o original, e com uma personalidade um pouquinho diferente do Lobo original (que a essa altura já voltara a ser adulto e esquecera seu período como adolescente).
Após as aventuras de Mundos em Guerra, poucas coisas importantes ocorreram na vida da Justiça Jovem. Robin e Impulso deixaram a equipe (YJ #38), Snapper Carr, antigo “mascote” da Liga da Justiça da América, foi convidado por Tornado Vermelho para dar apoio ao jovens (YJ #39), Raio integrou a equipe (YJ #41) e Segredo descobriu sua origem com ajuda de Espectro (YJ #42).
Bedlam também volta, num arco de história em que fez com que a Justiça Jovem deixasse de existir. Esse arco envolveu as edições 44 e 45 de Young Justice, além das edições Robin #101, Superboy #99 e Impulse #85 e marcou a volta de Robin e Impulso ao grupo. Além disso, Moça-Maravilha foi eleita a nova líder do grupo (YJ #46) e dezenas de adolescentes super-poderosos uniram-se à Justiça Jovem para vingar a morte do pai de Imperatriz (YJ #50-51).
A saga que marcou o fim do gibi da Justiça Jovem ocorreu nas edições 53 a 55 de Young Justice. Segredo e Slobo tiram o pai da menina da cadeia (ele seria morto na cadeira elétrica por ter assassinado seu filho, o vilão Harm). Contudo, eles não sabem que Harm “assumiu” o controle do corpo de seu pai e faz a cabeça de Segredo para atacar seus colegas (que desde o início foram contra tirar seu pai da cadeia). Darkseid, que já observava Segredo desde que a Justiça Jovem foi a Apokolips em Mundos em Guerra, aparece e leva a menina embora.
Meses depois, Segredo reaparece, atacando um por um seus antigos amigos. No fim, logicamente, tudo acaba bem: Segredo perde seus poderes e finalmente volta a ser uma garota mortal, Slobo é transformado numa estátua no século 853 por Darkseid e o restante da Justiça Jovem retoma seu dia-a-dia.
O grupo é definitivamente desfeito durante a minissérie Titans/Young Justice: Graduation Day (publicada no Brasil pela editora Panini como Titãs/Justiça Jovem: Dia de Formatura), após a qual Robin, Superboy, Moça-Maravilha e Impulso desfazem o grupo e integram os Jovens Titãs.

## Outras mídias
Em 26 de novembro de 2010, o piloto da série animada Young Justice foi lançado no Cartoon Network (nos Estados Unidos), apresentando super-heróis adolescentes que são membros de uma operação fictícia chamada "B-Team" sob a autoridade dos membros de pleno direito de a Liga da Justiça, destinada a lidar com situações em que a Liga da Justiça não pôde agir devido à sua natureza mais visível. Duas temporadas do show foram produzidas. Apesar do seu título, o show não é uma adaptação da série de quadrinhos Young Justice, mas sim uma adaptação de todo o Universo DC com foco em jovens super-heróis.